# Sticherus kajewski
Sticherus kajewski là một loài dương xỉ trong họ Gleicheniaceae. Loài này được Copel. Copel. mô tả khoa học đầu tiên năm 1947.